# Listes des ports de l'océan Pacifique

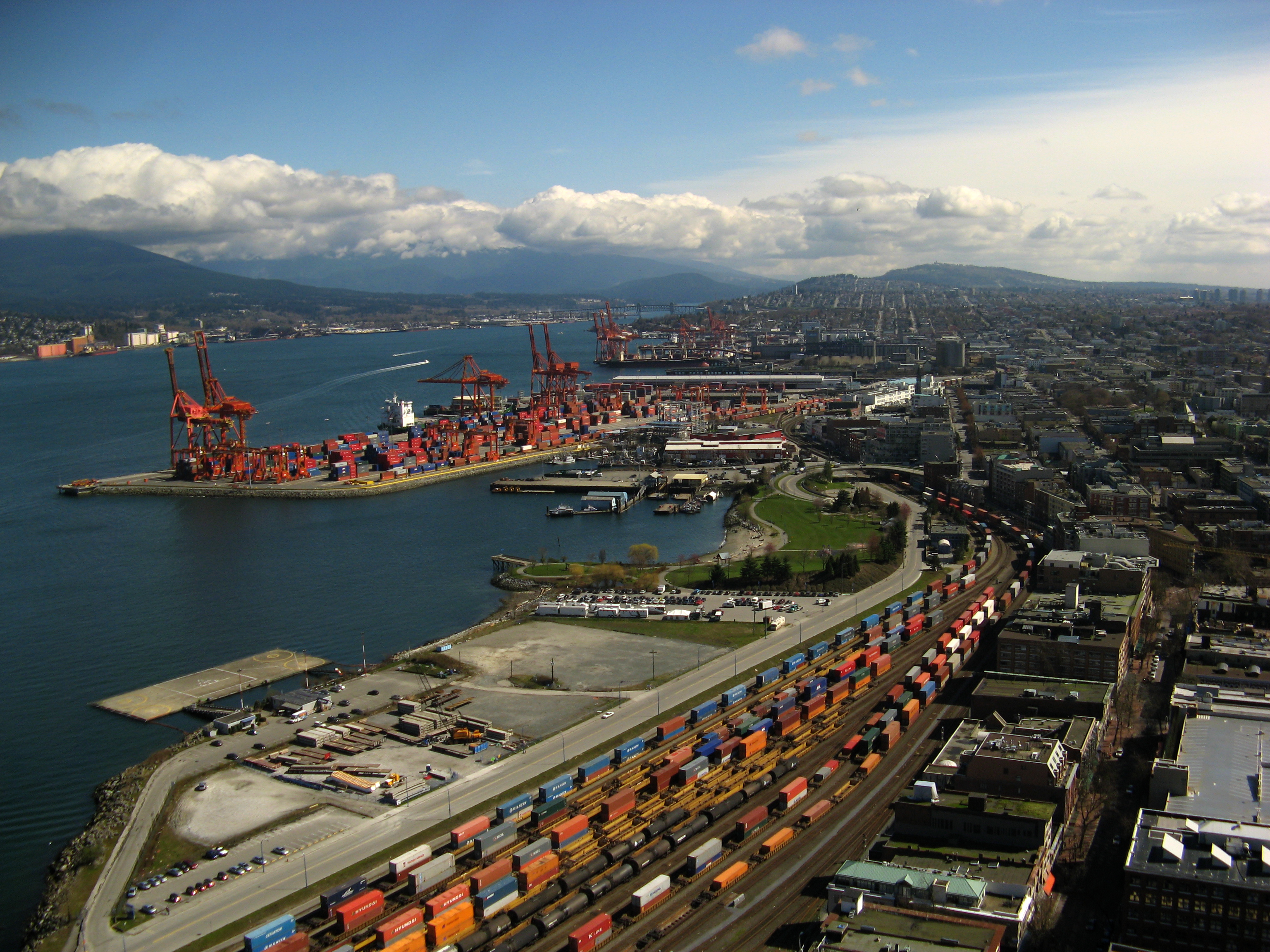
Le Port de Vancouver, le plus grand port au Canada et sur la côte ouest de l'Amérique du Nord en tonnes de fret total

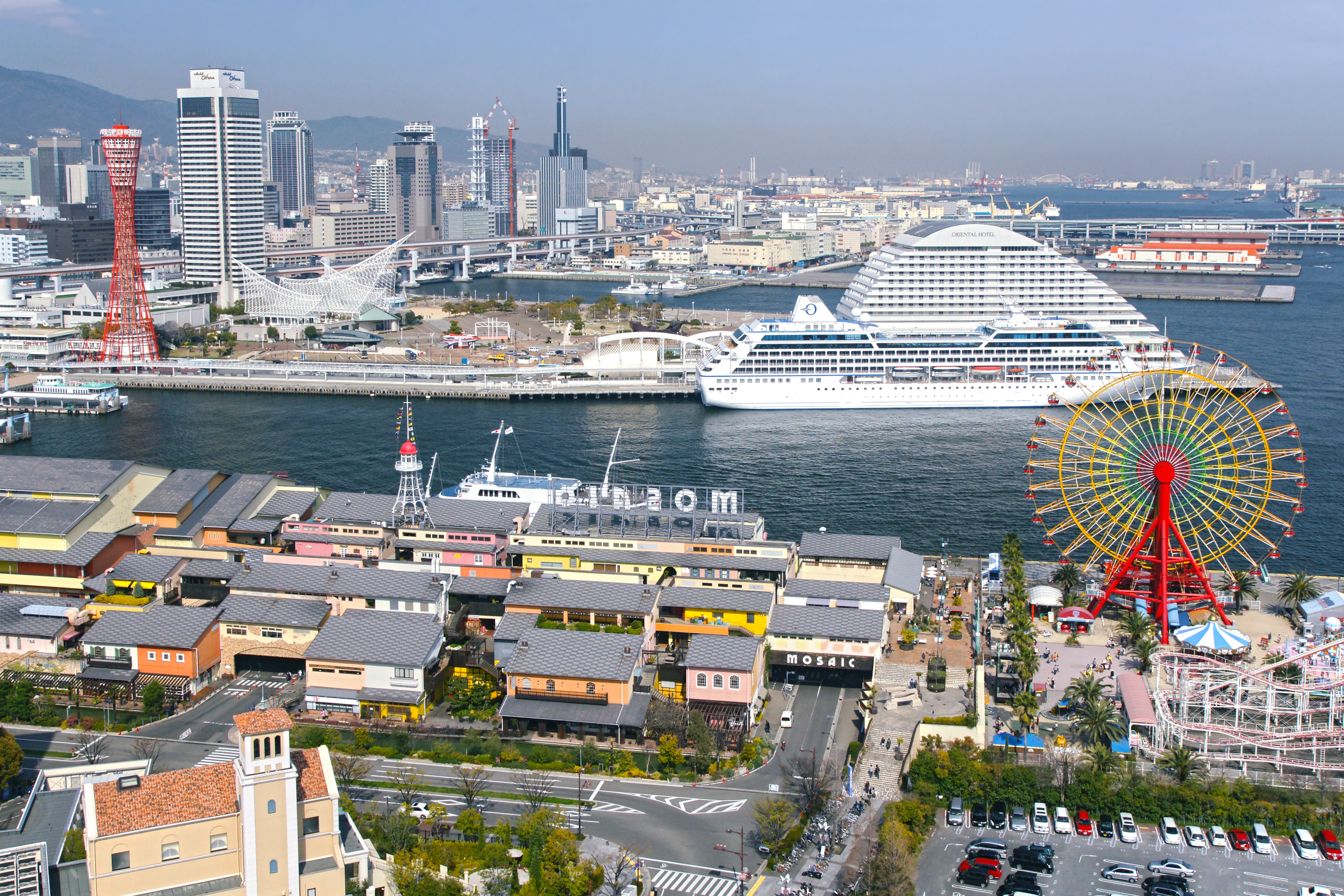
Le Port de Kobe au Japon

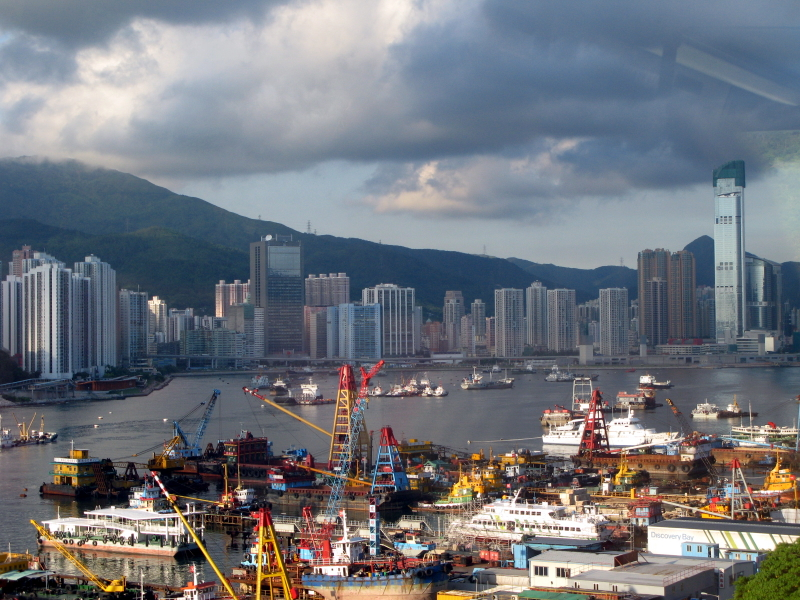
Le Port de Hong Kong à Hong Kong

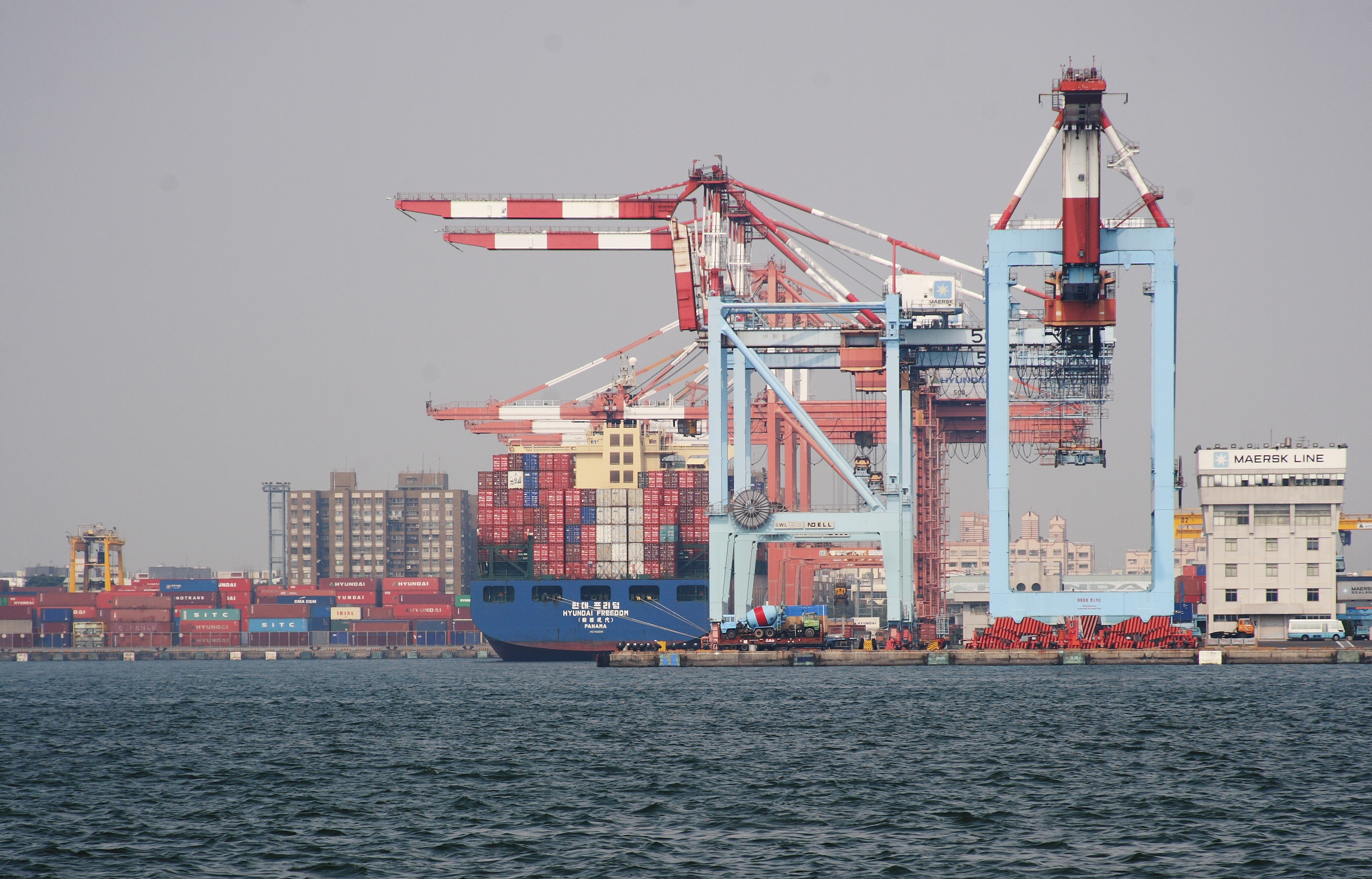
Le Port de Kaohsiung à Taiwan

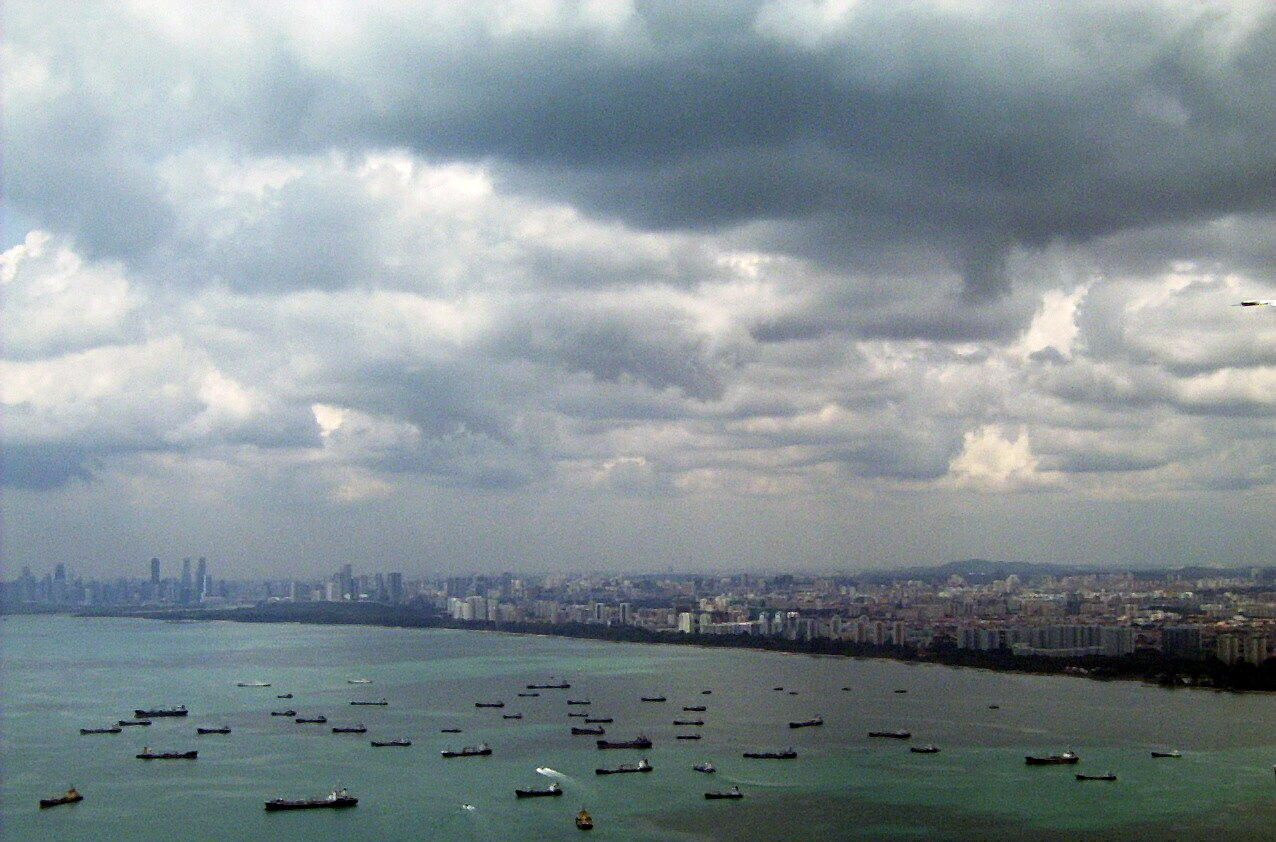
Le Port de Singapour à Singapour

 (mai 2020).
Ce tableau des principaux ports et ports de l'océan Pacifique peut être trié par pays ou par ordre alphabétique. 
| Port                                                                  | Région            | Pays                      | Étendue d'eau                  | Remarques                                                                                   |
| --------------------------------------------------------------------- | ----------------- | ------------------------- | ------------------------------ | ------------------------------------------------------------------------------------------- |
| Acajutla                                                              | Amérique centrale | El Salvador               |                                |                                                                                             |
| Corinto                                                               | Amérique centrale | Nicaragua                 |                                |                                                                                             |
| La Libertad                                                           | Amérique centrale | El Salvador               |                                |                                                                                             |
| La Unión                                                              | Amérique centrale | El Salvador               | Golfe de Fonseca               |                                                                                             |
| Panama City                                                           | Amérique centrale | Panama                    | Golfe de Panama                | Canal de Panama (classement Amérique latine: 1)                                             |
| Balboa                                                                | Amérique centrale | Panama                    | Golfe de Panama                | Canal de Panama (classement Amérique latine: 3)                                             |
| Caldera (Puntarenas)                                                  | Amérique centrale | Costa Rica                |                                |                                                                                             |
| San Lorenzo                                                           | Amérique centrale | Honduras                  |                                |                                                                                             |
| San José                                                              | Amérique centrale | Guatemala                 |                                |                                                                                             |
| Champerico                                                            | Amérique centrale | Guatemala                 |                                |                                                                                             |
| Golfito                                                               | Amérique centrale | Costa Rica                |                                |                                                                                             |
| Acapulco                                                              | Amérique du Nord  | Mexique                   |                                |                                                                                             |
| Anchorage                                                             | Amérique du Nord  | États-Unis                | Golfe d'Alaska                 | Classement États-Unis: 89                                                                   |
| Cabo San Lucas                                                        | Amérique du Nord  | États-Unis                |                                |                                                                                             |
| Long Beach                                                            | Amérique du Nord  | États-Unis                | Baie de San Pédro              | Classement États-Unis: 5                                                                    |
| Los Angeles                                                           | Amérique du Nord  | États-Unis                | Baie de San Pédro              | Classement États-Unis: 9                                                                    |
| Mazatlán                                                              | Amérique du Nord  | Mexique                   |                                |                                                                                             |
| Oakland                                                               | Amérique du Nord  | États-Unis                | Baie de San Francisco          | Classement États-Unis: 35                                                                   |
| Portland                                                              | Amérique du Nord  | États-Unis                | Columbia (fleuve)              | Classement États-Unis: 28                                                                   |
| San Diego                                                             | Amérique du Nord  | États-Unis                | Baie de San Diego              | Classement États-Unis: 124                                                                  |
| San Francisco                                                         | Amérique du Nord  | États-Unis                | Baie de San Francisco          | Classement États-Unis: 138                                                                  |
| Port de Seattle                                                       | Amérique du Nord  | États-Unis                | Détroit de Puget               | Classement États-Unis: 26                                                                   |
| Port de Tacoma                                                        | Amérique du Nord  | États-Unis                | Détroit de Puget               | Classement États-Unis: 30                                                                   |
| Tijuana                                                               | Amérique du Nord  | Mexique                   |                                |                                                                                             |
| Valdez                                                                | Amérique du Nord  | États-Unis                | Golfe d'Alaska                 | Terminal pétrolier de Valdez, classement États-Unis: 23                                     |
| Nikiski                                                               | Amérique du Nord  | États-Unis                | Golfe d'Alaska                 | Classement États-Unis: 71                                                                   |
| Juneau                                                                | Amérique du Nord  | États-Unis                | Golfe d'Alaska                 |                                                                                             |
| Ketchikan                                                             | Amérique du Nord  | États-Unis                | Golfe d'Alaska                 |                                                                                             |
| Port du Prince Rupert                                                 | Amérique du Nord  | Canada                    |                                | Classement Canada: 12                                                                       |
| Kitimat                                                               | Amérique du Nord  | Canada                    | Canal Douglas                  | [ 3 ]                                                                                       |
| Coal Harbour                                                          | Amérique du Nord  | Canada                    | Baie Burrard                   | (a fusionné avec Port Metro Vancouver)                                                      |
| Vancouver                                                             | Amérique du Nord  | Canada                    | Détroit de Géorgie             | Classement Canada: 1                                                                        |
| Port Alberni                                                          | Amérique du Nord  | Canada                    | Baie Alberni                   | Classement Canada: 19                                                                       |
| Port du fleuve Fraser                                                 | Amérique du Nord  | Canada                    |                                | Classement Canada: 7 (a fusionné avec Port Metro Vancouver)                                 |
| Nanaimo                                                               | Amérique du Nord  | Canada                    | Détroit de Géorgie             | Classement Canada: 14                                                                       |
| North Fraser                                                          | Amérique du Nord  | Canada                    |                                | Classement Canada: 10 (a fusionné avec Port Metro Vancouver)                                |
| Superport de Roberts Bank                                             | Amérique du Nord  | Canada                    |                                | (a fusionné avec Port Metro Vancouver)                                                      |
| Victoria Harbour                                                      | Amérique du Nord  | Canada                    | Détroit de Juan de Fuca        |                                                                                             |
| Port Hueneme                                                          | Amérique du Nord  | États-Unis                | Canal de Santa Barbara         | Classement États-Unis: 9                                                                    |
| Port de Longview                                                      | Amérique du Nord  | États-Unis                | Columbia (fleuve)              | Classement États-Unis: 62                                                                   |
| Port de Redwood City                                                  | Amérique du Nord  | États-Unis                | Baie de San Francisco          | Classement États-Unis: 134                                                                  |
| Richmond                                                              | Amérique du Nord  | États-Unis                | Baie de San Francisco          | Classement États-Unis: 29                                                                   |
| Vallejo                                                               | Amérique du Nord  | États-Unis                | Baie de San Pablo              |                                                                                             |
| Stockton                                                              | Amérique du Nord  | États-Unis                | Baie de San Francisco          |                                                                                             |
| Pittsburg                                                             | Amérique du Nord  | États-Unis                | Baie de San Francisco          |                                                                                             |
| Sacramento                                                            | Amérique du Nord  | États-Unis                | Sacramento (fleuve)            |                                                                                             |
| Nome                                                                  | Amérique du Nord  | États-Unis                | Mer de Béring                  |                                                                                             |
| Port de Pichilingue (La Paz)                                          | Amérique du Nord  | Mexique                   | Golfe de Californie            | Sanctuaire de baleines de l'UNESCO et réserve naturelle.                                    |
| Port de Bellingham                                                    | Amérique du Nord  | États-Unis                | Détroit de Géorgie             |                                                                                             |
| Everett                                                               | Amérique du Nord  | États-Unis                | Détroit de Puget               | Classement États-Unis: 122                                                                  |
| Quais du fleuve Fraser                                                | Amérique du Nord  | Canada                    | Fleuve Fraser                  |                                                                                             |
| Port Coquitlam                                                        | Amérique du Nord  | Canada                    | Fleuve Fraser et rivière Pitt  |                                                                                             |
| Anacortes                                                             | Amérique du Nord  | États-Unis                | Baie de Fidalgo                | Classement États-Unis: 55                                                                   |
| Port Angeles                                                          | Amérique du Nord  | États-Unis                | Détroit de Juan de Fuca        | Classement États-Unis: 148                                                                  |
| Bremerton                                                             | Amérique du Nord  | États-Unis                | Détroit de Puget               |                                                                                             |
| Olympia                                                               | Amérique du Nord  | États-Unis                | Détroit de Puget               | Classement États-Unis: 126                                                                  |
| Port de Grays Harbor (Aberdeen)                                       | Amérique du Nord  | États-Unis                | Baie de Grays Harbor           | Classement États-Unis: 112                                                                  |
| Kalama                                                                | Amérique du Nord  | États-Unis                | Columbia (fleuve)              | Classement États-Unis: 44                                                                   |
| Port de Vancouver (États-Unis)                                        | Amérique du Nord  | États-Unis                | Columbia (fleuve)              | Classement États-Unis: 56                                                                   |
| Astoria                                                               | Amérique du Nord  | États-unis                | Columbia (fleuve)              | [ 9 ]                                                                                       |
| Coos Bay                                                              | Amérique du Nord  | États-Unis                | Baie Coos                      | Classement États-Unis: 115                                                                  |
| District de loisirs et de conservation du port de la Baie de Humboldt | Amérique du Nord  | États-Unis                | Baie de Humboldt               | Inclus le port d'Eureka (Californie) et le port de la Baie d'Humboldt dans le comté voisin. |
| Ensenada                                                              | Amérique du Nord  | Mexique                   | Baie de Tous les Saints        | Classement Mexique: 5 (classement Amérique du Nord: 35)                                     |
| Guaymas                                                               | Amérique du Nord  | Mexique                   | Golfe de Californie            | [ 10 ]                                                                                      |
| Topolobampo                                                           | Amérique du Nord  | Mexique                   | Golfe de Californie            | [ 11 ]                                                                                      |
| Puerto Vallarta                                                       | Amérique du Nord  | Mexique                   | Baie des Drapeaux              |                                                                                             |
| Manzanillo                                                            | Amérique du Nord  | Mexique                   |                                | Classement Mexique: 1 (classement Amérique du Nord: 14)                                     |
| Port de Lázaro Cárdenas                                               | Amérique du Nord  | Mexique                   |                                | Classement Mexique: 4 (classement Amérique du Nord: 32)                                     |
| Salina Cruz                                                           | Amérique du Nord  | Mexique                   | Golfe de Tehuantepec           | [ 14 ]                                                                                      |
| Puerto Chiapas                                                        | Amérique du Nord  | Mexique                   |                                | Dans la banlieue de Puerto Madero ou Puerto San Benito, dans la municipalité de Tapachula   |
| Antofagasta                                                           | Amérique du Sud   | Chili                     |                                |                                                                                             |
| Arica                                                                 | Amérique du Sud   | Chili                     |                                | Classement Chili: 7 (classement Amérique latine: 43)                                        |
| Buenaventura                                                          | Amérique du Sud   | Colombie                  |                                |                                                                                             |
| Callao                                                                | Amérique du Sud   | Pérou                     |                                | Classement Pérou: 1 (classement Amérique latine: 6)                                         |
| Chimbote                                                              | Amérique du Sud   | Pérou                     |                                |                                                                                             |
| Coronel                                                               | Amérique du Sud   | Chili                     |                                | Classement Chili: 4 (classement Amérique latine: 31)                                        |
| Esmeraldas                                                            | Amérique du Sud   | Équateur                  |                                |                                                                                             |
| Guayaquil                                                             | Amérique du Sud   | Équateur                  |                                | Classement Équateur: 1 (classement Amérique latine: 7)                                      |
| Ilo                                                                   | Amérique du Sud   | Pérou                     |                                |                                                                                             |
| Iquique                                                               | Amérique du Sud   | Chili                     |                                | Classement Chili: 6 (classement Amérique latine: 39)                                        |
| Lirquen                                                               | Amérique du Sud   | Chili                     |                                | Classement Chili: 5 (classement Amérique latine: 34)                                        |
| Manta                                                                 | Amérique du Sud   | Équateur                  |                                |                                                                                             |
| Matarani                                                              | Amérique du Sud   | Pérou                     |                                |                                                                                             |
| Paita                                                                 | Amérique du Sud   | Pérou                     |                                | Classement Pérou: 2 (classement Amérique latine: 45)                                        |
| Pisco                                                                 | Amérique du Sud   | Pérou                     |                                |                                                                                             |
| Puerto Bolívar                                                        | Amérique du Sud   | Équateur                  |                                |                                                                                             |
| Puerto Chacabuco                                                      | Amérique du Sud   | Chili                     |                                |                                                                                             |
| Puerto Montt                                                          | Amérique du Sud   | Chili                     |                                |                                                                                             |
| Salaverry                                                             | Amérique du Sud   | Pérou                     |                                |                                                                                             |
| San Antonio                                                           | Amérique du Sud   | Chili                     |                                | Classement Chili: 1 (classement Amérique latine: 10)                                        |
| Talcahuano                                                            | Amérique du Sud   | Chili                     |                                |                                                                                             |
| Tumaco                                                                | Amérique du Sud   | Colombie                  |                                |                                                                                             |
| Valparaíso                                                            | Amérique du Sud   | Chili                     |                                | Classement Chili: 2 (classement Amérique latine: 16)                                        |
| Coquimbo                                                              | Amérique du Sud   | Chili                     |                                |                                                                                             |
| Puerto Williams                                                       | Amérique du Sud   | Chili                     | Canal Beagle                   |                                                                                             |
| Punta Arenas                                                          | Amérique du Sud   | Chili                     | Canal Beagle                   |                                                                                             |
| Ushuaia                                                               | Amérique du Sud   | Argentine                 | Détroit de Magellan            |                                                                                             |
| Abbot Point                                                           | Océanie           | Australie                 |                                | Classement Australie: 12                                                                    |
| Auckland                                                              | Océanie           | Nouvelle-Zélande          |                                |                                                                                             |
| Bluff                                                                 | Océanie           | Nouvelle-Zélande          |                                |                                                                                             |
| Brisbane                                                              | Océanie           | Australie                 | Mer de Corail                  | Classement Australie: 6                                                                     |
| Bunbury                                                               | Océanie           | Australie                 |                                | Classement Australie: 13 (classement Océanie: 14)                                           |
| Dunedin                                                               | Océanie           | Nouvelle-Zélande          |                                |                                                                                             |
| Honolulu                                                              | Océanie           | États-Unis                |                                |                                                                                             |
| Lyttelton                                                             | Océanie           | Nouvelle-Zélande          |                                |                                                                                             |
| Melbourne                                                             | Océanie           | Australie                 | Baie de Port Phillip           | Classement Australie: 7                                                                     |
| Napier                                                                | Océanie           | Nouvelle-Zélande          |                                |                                                                                             |
| Newcastle                                                             | Océanie           | Australie                 | Mer de Tasman                  | Classement Australie: 3                                                                     |
| Pearl Harbor                                                          | Océanie           | États-Unis                |                                |                                                                                             |
| Port Jackson (Sydney)                                                 | Océanie           | Australie                 | Mer de Tasman                  | Classement Australie: 9                                                                     |
| Port Fremantle                                                        | Océanie           | Australie                 |                                | Classement Australie: 8                                                                     |
| Tauranga                                                              | Océanie           | Nouvelle-Zélande          |                                |                                                                                             |
| Wellington                                                            | Océanie           | Nouvelle-Zélande          |                                | Classement Nouvelle-Zélande: 1 (classement Océanie: 13)                                     |
| Wollongong                                                            | Océanie           | Australie                 | Mer de Tasman                  |                                                                                             |
| Hobart                                                                | Océanie           | Australie                 | Mer de Tasman                  |                                                                                             |
| Botany Bay (Port Botany)                                              | Océanie           | Australie                 | Mer de Tasman                  |                                                                                             |
| Port Kembla                                                           | Océanie           | Australie                 | Mer de Tasman                  | Classement Australie: 11                                                                    |
| Darwin                                                                | Océanie           | Australie                 | Mer d'Arafura                  |                                                                                             |
| Dampier                                                               | Océanie           | Australie                 |                                | Classement Australie: 2                                                                     |
| Weipa                                                                 | Océanie           | Australie                 | Golfe de Carpentarie           | Classement Australie: 10                                                                    |
| Bundaberg                                                             | Océanie           | Australie                 | Mer de Corail                  |                                                                                             |
| Gladstone                                                             | Océanie           | Australie                 | Mer de Corail                  | Classement Australie: 5                                                                     |
| Hay Point                                                             | Océanie           | Australie                 | Mer de Corail                  | Classement Australie: 4                                                                     |
| Townsville                                                            | Océanie           | Australie                 | Mer de Corail                  |                                                                                             |
| Port Hedland                                                          | Océanie           | Australie                 |                                | Classement Australie: 1 (classement Océanie: 1)                                             |
| Port Moresby                                                          | Océanie           | Papouasie Nouvelle-Guinée | Mer de Corail                  |                                                                                             |
| Port Chalmers                                                         | Océanie           | Nouvelle-Zélande          |                                |                                                                                             |
| Timaru                                                                | Océanie           | Nouvelle-Zélande          |                                |                                                                                             |
| Nelson                                                                | Océanie           | Nouvelle-Zélande          | Mer de Tasman                  |                                                                                             |
| New Plymouth                                                          | Océanie           | Nouvelle-Zélande          | Mer de Tasman                  |                                                                                             |
| Bacolod                                                               | Asie du Sud-Est   | Philippines               | Détroit de Guimaras            |                                                                                             |
| Bangkok                                                               | Asie du Sud-Est   | Thaïlande                 | Golfe de Thaïlande             |                                                                                             |
| Batangas                                                              | Asie du Sud-Est   | Philippines               | Détroit de Mindoro             |                                                                                             |
| Port de Chân Mây                                                      | Asie du Sud-Est   | Viêt Nam                  | Mer de Chine méridionale       |                                                                                             |
| Da Nang                                                               | Asie du Sud-Est   | Viêt Nam                  | Mer de Chine méridionale       |                                                                                             |
| Davao                                                                 | Asie du Sud-Est   | Philippines               | Golfe de Davao                 |                                                                                             |
| General Santos                                                        | Asie du Sud-Est   | Philippines               | Mer de Célèbes                 |                                                                                             |
| Haïphong                                                              | Asie du Sud-Est   | Viêt Nam                  | Mer de Chine méridionale       |                                                                                             |
| Iloilo                                                                | Asie du Sud-Est   | Philippines               | Détroit de Iloilo              |                                                                                             |
| Port de Depapre                                                       | Asie du Sud-Est   | Indonésie                 |                                |                                                                                             |
| Makassar                                                              | Asie du Sud-Est   | Indonésie                 | Détroit de Macassar            |                                                                                             |
| Bitung                                                                | Asie du Sud-Est   | Indonésie                 | Mer des Moluques               |                                                                                             |
| Port Kelang                                                           | Asie du Sud-Est   | Malaisie                  | Détroit de Malacca             | Classement Malaisie: 1 (classement Asie: 11 ; classement monde: 12)                         |
| Kuantan                                                               | Asie du Sud-Est   | Malaisie                  | Mer de Chine méridionale       |                                                                                             |
| Legazpi                                                               | Asie du Sud-Est   | Philippines               | Mer des Philippines            |                                                                                             |
| Manille                                                               | Asie du Sud-Est   | Philippines               | Baie de Manille                | Classement Philippines: 1 (classement Asie: 21 ; classement monde: 28)                      |
| Quy Nhơn                                                              | Asie du Sud-Est   | Viêt Nam                  | Mer de Chine méridionale       |                                                                                             |
| Autorité portuaire de Sabah                                           | Asie du Sud-Est   | Malaisie                  | Mer de Chine méridionale       |                                                                                             |
| Port de Saïgon                                                        | Asie du Sud-Est   | Viêt Nam                  | Mer de Chine méridionale       | Classement Viêt Nam: 1 (classement Asie: 20 ; classement monde: 26)                         |
| Port de Singapour                                                     | Asie du Sud-Est   | Singapour                 | Détroit de Singapour           | Classement monde: 2 (classement Asie: 2)                                                    |
| Laem Chabang                                                          | Asie du Sud-Est   | Thaïlande                 | Golfe de Thaïlande             | Classement Thaïlande: 1 (classement: 16 ; classement monde: 21)                             |
| Songkhla                                                              | Asie du Sud-Est   | Thaïlande                 | Golfe de Thaïlande             |                                                                                             |
| Subic                                                                 | Asie du Sud-Est   | Philippines               | Mer de Chine méridionale       |                                                                                             |
| Port de Thị Nại                                                       | Asie du Sud-Est   | Viêt Nam                  | Mer de Chine méridionale       |                                                                                             |
| Port de Vân Phong                                                     | Asie du Sud-Est   | Viêt Nam                  | Mer de Chine méridionale       |                                                                                             |
| Port de Vũng Tàu (Cai Mep)                                            | Asie du Sud-Est   | Viêt Nam                  | Mer de Chine méridionale       | Classement Viêt Nam: 2 (classement Asie: 32 ; classement monde: 50)                         |
| Zamboanga                                                             | Asie du Sud-Est   | Philippines               | Détroit de Basilan             |                                                                                             |
| Zone franche d'Aurora                                                 | Asie du Sud-Est   | Philippines               | Mer des Philippines            |                                                                                             |
| Zone franche de Cagayan                                               | Asie du Sud-Est   | Philippines               | Mer de Luçon                   |                                                                                             |
| Surigao                                                               | Asie du Sud-Est   | Philippines               | Mer des Philippines            |                                                                                             |
| Tabaco                                                                | Asie du Sud-Est   | Philippines               | Mer des Philippines            |                                                                                             |
| Piso Point                                                            | Asie du Sud-Est   | Philippines               | Golfe de Davao                 |                                                                                             |
| Puerto Princesa                                                       | Asie du Sud-Est   | Philippines               | Mer de Sulu                    |                                                                                             |
| Muara                                                                 | Asie du Sud-Est   | Brunei                    | Mer de Chine méridionale       |                                                                                             |
| Cam Ranh                                                              | Asie du Sud-Est   | Viêt Nam                  | Mer de Chine méridionale       |                                                                                             |
| Port de Kemaman                                                       | Asie du Sud-Est   | Malaisie                  | Mer de Chine méridionale       |                                                                                             |
| Jetée de Menumbok                                                     | Asie du Sud-Est   | Malaisie                  | Mer de Chine méridionale       |                                                                                             |
| Labuan                                                                | Asie du Sud-Est   | Malaisie                  | Mer de Chine méridionale       |                                                                                             |
| Port de Kuching                                                       | Asie du Sud-Est   | Malaisie                  | Mer de Chine méridionale       |                                                                                             |
| Port de Miri                                                          | Asie du Sud-Est   | Malaisie                  | Mer de Chine méridionale       |                                                                                             |
| Port de Rajang                                                        | Asie du Sud-Est   | Malaisie                  | Rajang (fleuve)                |                                                                                             |
| Port de Tanjung Manis                                                 | Asie du Sud-Est   | Malaisie                  | Rajang (fleuve)                |                                                                                             |
| Port de Tanjung Pelepas                                               | Asie du Sud-Est   | Malaisie                  | Pulai (rivière)                | Classement Malaisie: 2 (classement Asie: 15 ; classement monde: 18)                         |
| Port de Tanjung Priok                                                 | Asie du Sud-Est   | Indonésie                 |                                | Classement Indonésie: 1 (classement Asie: 17 ; classement monde: 22)                        |
| Port de Bintulu                                                       | Asie du Sud-Est   | Malaisie                  | Mer de Chine méridionale       |                                                                                             |
| Port autonome de Sihanoukville                                        | Asie du Sud-Est   | Cambodge                  | Golfe de Thaïlande             |                                                                                             |
| Cagayan de Oro                                                        | Asie du Sud-Est   | Philippines               | Mer de Visayan                 |                                                                                             |
| Cebu                                                                  | Asie du Sud-Est   | Philippines               | Mer de Visayan                 |                                                                                             |
| Port de Busan                                                         | Asie de l'Est     | Corée du Sud              | Mer du Japon                   | Classement Corée: 1 (classement Asie: 6 ; classement monde: 6)                              |
| Chongjin                                                              | Asie de l'Est     | Corée du Nord             | Mer du Japon                   |                                                                                             |
| Port de Dalian                                                        | Asie de l'Est     | Chine                     | Golfe de Corée                 | Classement Chine: 9 (classement Asie: 14 ; classement monde: 16)                            |
| Port de Guangzhou                                                     | Asie de l'Est     | Chine                     | Rivière des Perles             | Classement Chine: 4 (classement Asie: 5 ; classement monde: 5)                              |
| Hakodate                                                              | Asie de l'Est     | Japon                     | Détroit de Tsugaru             |                                                                                             |
| Port de Hong Kong                                                     | Asie de l'Est     | Hong Kong                 | Mer de Chine méridionale       | Classement Chine: 5 (classement Asie: 7 ; classement monde: 7)                              |
| Hualien                                                               | Asie de l'Est     | Taïwan                    | Mer de Chine orientale         |                                                                                             |
| Port d'Incheon                                                        | Asie de l'Est     | Corée du Sud              | Mer Jaune                      |                                                                                             |
| Port de Kaohsiung                                                     | Asie de l'Est     | Taïwan                    | Mer de Chine méridionale       | Classement Taïwan: 1 (classement Asie: 12 ; classement monde: 14)                           |
| Port de Keelung                                                       | Asie de l'Est     | Taïwan                    | Mer de Chine orientale         |                                                                                             |
| Ports Hanshin (port de Kobe & port d'Osaka)                           | Asie de l'Est     | Japon                     | Baie d'Osaka                   | Classement Japon: 2                                                                         |
| Port de Nagoya                                                        | Asie de l'Est     | Japon                     |                                |                                                                                             |
| Nampo                                                                 | Asie de l'Est     | Corée du Nord             | Golfe de Corée                 |                                                                                             |
| Port de Ningbo-Zhoushan                                               | Asie de l'Est     | Chine                     | Mer de Chine orientale         | Classement Chine: 3 (classement Asie: 4 ; classement monde: 4)                              |
| Pyeongtaek                                                            | Asie de l'Est     | Corée du Sud              | Mer Jaune                      |                                                                                             |
| Port de Qinhuangdao                                                   | Asie de l'Est     | Chine                     | Golfe de Bohai                 |                                                                                             |
| Port de Qingdao                                                       | Asie de l'Est     | Chine                     | Mer Jaune                      | Classement Chine: 6 (classement Asie: 8 ; classement monde: 8)                              |
| Port de Shanghai                                                      | Asie de l'Est     | Chine                     | Golfe de Corée                 | Classement Chine: 1 (classement Asie: 1 ; classement monde: 1)                              |
| Port de Shenzhen                                                      | Asie de l'Est     | Chine                     | Mer de Chine méridionale       | Classement Chine: 2 (classement Asie: 3 ; classement monde: 3)                              |
| Suzhou                                                                | Asie de l'Est     | Chine                     | Mer de Chine orientale         |                                                                                             |
| Port de Taichung                                                      | Asie de l'Est     | Taïwan                    | Mer de Chine méridionale       |                                                                                             |
| Port de Tianjin                                                       | Asie de l'Est     | Chine                     | Mer Jaune                      | Classement Chine: 7 (classement Asie: 9 ; classement monde: 9)                              |
| Taipei                                                                | Asie de l'Est     | Taïwan                    | Mer de Chine méridionale       |                                                                                             |
| Port de Tokyo                                                         | Asie de l'Est     | Japon                     | Baie de Tokyo                  | Classement Japon: 3 (classement Asie: 24 ; classement monde: 33)                            |
| Tsuruga                                                               | Asie de l'Est     | Japon                     | Mer du Japon                   |                                                                                             |
| Wonsan                                                                | Asie de l'Est     | Corée du Nord             | Mer du Japon                   |                                                                                             |
| Port de Xiamen                                                        | Asie de l'Est     | Chine                     | Détroit de Taïwan              | Classement Chine: 8 (classement Asie: 13 ; classement monde: 15)                            |
| Yantai                                                                | Asie de l'Est     | Chine                     | Mer Jaune                      |                                                                                             |
| Port de Yingkou                                                       | Asie de l'Est     | Chine                     | Golfe de Bohai                 | Classement Chine: 10 (classement Asie: 19 ; classement monde: 25)                           |
| Ports Keihin (port de Yokohama & port de Kawasaki)                    | Asie de l'Est     | Japon                     | Baie de Tokyo                  | Classement Japon: 1                                                                         |
| Port de Yokosuka                                                      | Asie de l'Est     | Japon                     | Baie de Tokyo                  |                                                                                             |
| Zhuhai                                                                | Asie de l'Est     | Chine                     | Delta de la Rivière des Perles |                                                                                             |
| Sinǔiju                                                               | Asie de l'Est     | Corée du Nord             | Golfe de Corée                 |                                                                                             |
| Rason                                                                 | Asie de l'Est     | Corée du Nord             | Mer du Japon                   |                                                                                             |
| Hungnam                                                               | Asie de l'Est     | Corée du Nord             | Mer du Japon                   |                                                                                             |
| Gangneung                                                             | Asie de l'Est     | Corée du Sud              | Mer du Japon                   |                                                                                             |
| Haenam                                                                | Asie de l'Est     | Corée du Sud              | Mer Jaune                      |                                                                                             |
| Dongying                                                              | Asie de l'Est     | Chine                     | Golfe de Bohai                 |                                                                                             |
| Dongguan                                                              | Asie de l'Est     | Chine                     | Mer de Chine méridionale       | Classement Chine: 13 (classement Asie: 28 ; classement monde: 42)                           |
| Fuzhou                                                                | Asie de l'Est     | Chine                     | Mer de Chine méridionale       | Classement Chine: 14 (classement Asie: 30 ; classement monde: 47)                           |
| Jinzhou                                                               | Asie de l'Est     | Chine                     | Golfe de Bohai                 |                                                                                             |
| Lushun/Lushunkou                                                      | Asie de l'Est     | Chine                     | Golfe de Corée                 |                                                                                             |
| Lianyungang                                                           | Asie de l'Est     | Chine                     | Mer Jaune                      | Classement Chine: 11 (classement Asie: 23 ; classement monde: 32)                           |
| Nanjing                                                               | Asie de l'Est     | Chine                     | Fleuve Bleu                    | Classement Chine: 15 (classement Asie: 31 ; classement monde: 49)                           |
| Rizhao                                                                | Asie de l'Est     | Chine                     | Mer Jaune                      | Classement Chine: 12 (classement Asie: 27 ; classement monde: 38)                           |
| Weihai                                                                | Asie de l'Est     | Chine                     | Mer Jaune                      |                                                                                             |
| Port franc de Vladivostok                                             | Asie du Nord      | Russie                    | Mer du Japon                   |                                                                                             |
| Port de Nakhodka                                                      | Asie du Nord      | Russie                    | Mer du Japon                   |                                                                                             |
| Port de Vostotchny                                                    | Asie du Nord      | Russie                    | Mer du Japon                   |                                                                                             |

## Remarques
- Port avec cale sèche [1]
- Classement des ports d'Amérique du nord par EVP par trafic de conteneurs.